# Proteza (cerkev)
Proteza je kraj v svetišču, v katerem poteka priprava na bogoslužje v vzhodni pravoslavni in grškokatoliški cerkvi. Protezo in diakonikon skupaj imenujemo pastoforija.
Proteza je za ikonostasom in je sestavljena iz majhne mize, imenovane tudi miza obhajanja, na kateri se kruh in vino pripravljata za liturgijo. Najpogosteje je postavljena na severni strani oltarja ali v ločenem prostoru (ki se imenuje proteza) na severni strani osrednje apside.
Prvotno je bila proteza nameščena v isti sobi kot sveta miza in je bila preprosto manjša miza, postavljena ob vzhodno steno severno od slednje. Med vladavino cesarja Justina II. (565–574) je prišlo do ločenega prostora na severu svetišča z ločeno apsido in se z obokano odprtino pridružil oltarju. Na južni strani so dodali še en prostor z apsido za diakonikon. Tako, da so bile od tega časa velike pravoslavne cerkve triapsidalne (na vzhodni strani tri apside). Manjše cerkve imajo še vedno le en prostor, ki vsebuje oltar, protezo in diakonikon.
V sirskih cerkvah je obred različen, saj sta tako proteza kot diakonikon na splošno pravokotna, in prva pa predstavlja prostor za shranjevanje daritev vernikov. Posledično je včasih postavljen na južno stran, če je s tem bolj dostopen laikom.
V koptski cerkvi moški vstopijo v protezo, da bi prejeli sveto obhajilo (ženske ga prejmejo pred svetimi vrati) in se morajo pred vstopom sezuti.